# Santa Tell Me
 (novembre 2023).
La mise en forme du texte ne suit pas les recommandations de Wikipédia : il faut le « wikifier ».
Les points d'amélioration suivants sont les cas les plus fréquents. Le détail des points à revoir est peut-être précisé sur la page de discussion.
- Les titres sont pré-formatés par le logiciel. Ils ne sont ni en capitales, ni en gras.
- Le texte ne doit pas être écrit en capitales (les noms de famille non plus), ni en gras, ni en italique, ni en « petit »…
- Le gras n'est utilisé que pour surligner le titre de l'article dans l'introduction, une seule fois.
- L'italique est rarement utilisé : mots en langue étrangère, titres d'œuvres, noms de bateaux, etc.
- Les citations ne sont pas en italique mais en corps de texte normal. Elles sont entourées par des guillemets français : « et ».
- Les listes à puces sont à éviter, des paragraphes rédigés étant largement préférés. Les tableaux sont à réserver à la présentation de données structurées (résultats, etc.).
- Les appels de note de bas de page (petits chiffres en exposant, introduits par l'outil «  Source ») sont à placer entre la fin de phrase et le point final[comme ça].
- Les liens internes (vers d'autres articles de Wikipédia) sont à choisir avec parcimonie. Créez des liens vers des articles approfondissant le sujet. Les termes génériques sans rapport avec le sujet sont à éviter, ainsi que les répétitions de liens vers un même terme.
- Les liens externes sont à placer uniquement dans une section « Liens externes », à la fin de l'article. Ces liens sont à choisir avec parcimonie suivant les règles définies. Si un lien sert de source à l'article, son insertion dans le texte est à faire par les notes de bas de page.
- La présentation des références doit suivre les conventions bibliographiques. Il est recommandé d'utiliser les modèles {{Ouvrage}}, {{Chapitre}}, {{Article}}, {{Lien web}} et/ou {{Bibliographie}}. Le mode d'édition visuel peut mettre en forme automatiquement les références.
- Insérer une infobox (cadre d'informations à droite) n'est pas obligatoire pour parachever la mise en page.

Pour une aide détaillée, merci de consulter Aide:Wikification.
Si vous pensez que ces points ont été résolus, vous pouvez retirer ce bandeau et améliorer la mise en forme d'un autre article.
Singles de Ariana Grande
Love Me Harder
(2014) One Last Time
(2015)
Santa Tell Me est une chanson Noël enregistrée par la chanteuse américaine Ariana Grande. Elle est écrite par Grande, Ilya Salmanzadeh et Savan Kotecha. La chanson est sortie dans le monde entier le 24 novembre 2014 via l'iTunes Store et a été incluse dans la réédition exclusive japonaise de l'EP Christmas Kisses de Grande.
Commercialement, Santa Tell Me a atteint le top 10 en Australie, Autriche, Canada, République tchèque, Danemark, Finlande, Allemagne, Grèce, Hongrie, Lettonie, Lituanie, Pays-Bas, Nouvelle-Zélande, Norvège, Portugal, Singapour, Slovaquie et Corée du Sud., en Suède et en Suisse, ainsi que dans le top 20 en Belgique, en Croatie, en Irlande, en Italie, en Malaisie, aux Philippines et au Royaume-Uni. La chanson est entrée dans le Billboard Hot 100 américain au numéro 65 et a ensuite culminé au numéro 12, alors que la chanson continue de devenir un classique des fêtes des temps modernes. De plus, sur le palmarès Billboard Global 200, Santa Tell Me a culminé au numéro 5. Le clip a été réalisé par Chris Marrs Piliero et a été diffusé sur la chaîne officielle de Grande le 12 décembre 2014. La chanson a reçu sa première interprétation lors du concert de Noel A Very Grammy Christmas 2014 au Shrine Auditorium de Los Angeles le 18 novembre 2014.

## Contexte
Grande a sorti son premier EP de Noël intitulé Christmas Kisses le 17 décembre 2013. La pièce prolongée comprenait un total de 4 chansons et comprenait des reprises de classiques, tels que Santa Baby et Last Christmas de Wham !. Il contenait également deux chansons originales : Love Is Everything et Snow in California.
Santa Tell Me a été mentionné pour la première fois par Grande le 28 octobre 2014 dans une diffusion en direct via Twitcam,. Dans le livestream, elle a dit qu'elle ne voulait pas faire de chanson de Noël au début, mais qu'elle a changé d'avis. Grande a également annoncé qu'un clip accompagnerait Santa Tell Me, et que cette chanson était sa chanson de Noël préférée parmi toutes celles qu'elle avait enregistrées jusqu'à présent.
Elle a officiellement annoncé la chanson et son titre sur sa page Twitter le 13 novembre 2014, en citant : «Je vais sortir une chanson de Noël pour vous le 24 novembre intitulée Santa Tell Me ! Un petit quelque chose pour les vacances. :) tellement excité #10DaysTilSantaTellMe.» Elle a également été diffusée sur la radio grand public américaine.

## Promotion et sortie
Grande a utilisé le hashtag #10DaysTilSantaTellMe sur Twitter pour lancer le compte à rebours de 10 jours avant la sortie de la chanson. Elle a également interprété la chanson pour la première fois le 18 novembre 2014, lors du concert de Noël A Very Grammy 2014 au Shrine Auditorium de Los Angeles, en Californie. Le 18 novembre, Republic Records a publié la pochette de la chanson, qui représente un simple fond rose clair avec "Santa Tell Me" écrit au milieu en écriture dorée. Le 21 novembre, Republic Records a également publié un extrait de 15 secondes de « Santa Tell Me » via leur page Instagram ; l'aperçu contenait une partie du refrain. Grande a tweeté le dernier hashtag le 23 novembre, #SantaTellMeTonight. Elle a également posté le lien iTunes de la chanson, qui était alors disponible en précommande.
Santa Tell Me est sorti le 24 novembre à minuit sur iTunes. L'audio a également été téléchargé sur la chaîne YouTube officielle de Grande. Peu de temps après sa sortie, la vidéo avec les paroles a été mise en ligne sur Vevo le 26 novembre. Il contient diverses photos de Grande de son enfance à Noël.

## Clip musical
La vidéo officielle est sortie le 12 décembre 2014. Elle a été réalisée par Alfredo Flores et Jones Crow. La vidéo montre Grande avec ses amis dansant, riant et offrant des cadeaux autour de sa maison avec une section de deux minutes à la fin. Elle a dépassé les 100 millions de vues le 26 novembre 2016, ce qui en fait le quatorzième clip de Grande certifié Vevo après Let Me Love You.